# Giovanni II Partecipazio
Giovanni II Partecipazio – doża Wenecji od ok. 881 do 887. W roku 887 wybrano Pietro I Candiano, ale 18 września tego samego roku zginął w bitwie na Adriatyku, po nim w tym samym roku ponownie wybrano dożą Giovanniego II, był nim do śmierci 8 kwietnia 888 roku.